# Maurice Boutel
Maurice Boutel (* 30. Juli 1923 in Oran, Algerien als Maurice Teboul; † 5. Januar 2003 in Saint-Denis) war ein französischer Filmregisseur, Drehbuchautor und Dialogautor.

## Filmografie
- 1951: Le cas du docteur Galloy
- 1951: Monsieur Octave
- 1959: Brigade des mœurs
- 1960: Akte Mat 444
- 1960: Business
- 1960: Interpol contre X (Dossier AST-555)
- 1963: Prostitution
- 1964: De l'assassinat considéré comme un des beaux-arts
- 1966: L'homme de l'Interpol